# Mostišče
Mostišče je v vojaški terminologiji prostor, ki ga zavzame prvi ešalon strateško-operativnega pomorskega ali zračnega desanta in ga pripravi za izkrcanje in delovanje glavnih sil. 
V vojaški strategiji je mostišče (ali mostišče) strateško pomembno območje okoli konca mostu ali drugega mesta možnega prehoda čez vodno telo, ki naj bi ga v času spopada branili ali prevzeli vojskujoče se sile.
Mostišča običajno obstajajo le nekaj dni, invazijske sile so vržene nazaj ali pa mostišče razširijo, da ustvarijo varno obrambno območje, preden se prebijejo na sovražnikovo ozemlje, kot na primer, ko je ameriška 9. oklepna divizija leta zavzela Ludendorffov most pri Remagenu 1945 med drugo svetovno vojno. V nekaterih primerih lahko mostišče obstaja več mesecev.